# Уоллес, Уильям (математик)
Уильям Уоллес (англ. William Wallace, 23 сентября 1768 года, Дайзарт — 28 апреля 1843 года, Эдинбург) — шотландский математик, астроном, педагог и изобретатель.

## Биография
Родился в Дайзарте под Файфом, где и учился в школе.
В 1784 году его семья переехала в Эдинбург, где он учился ремеслу переплетчика.
Но постепенно он начал интересоваться математикой, и к концу обучения хорошо знал алгебру, геометрию и астрономию.
В учёбе ему помогали Джон Робисон и Джон Плейфэр, которым хорошо было известно о его способностях.
Чтобы уделять больше времени науке, в 1794 году Уоллес устраивается учителем математики в академии Перта.
В 1803 году он становится учителем в Королевском военном училище в Грэйт Марлоу.
Свою должность, по рекомендации Плейфэра, он сохраняет и после переезда училища в Сандхерст.
С 1819 года вместе с Джоном Лесли работает учителем математики в Эдинбурге.
Уоллес зарекомендовал себя, как отличный преподаватель. Одной из его учениц была Мэри Сомервилль.
В 1838 году он увольняется из университета из-за проблем со здоровьем.
Умер в Эдинбурге 28 апреля 1843 года. Похоронен на кладбище Грейфраерс в Эдинбурге.

## Семья
Был женат на Джанет Керр (1775—1824), у них было двое сыновей — Рев и Архибальд, и одна дочь — Маргарет, которая потом вышла замуж за математика Томаса Галоуэя.
У него также был сын Уильям Уоллес (1784-1864), появившийся на свет, когда Уильяму было всего 16 лет.
О матери этого сына пока ничего не известно.

## Вклад
Писал статьи в Leybourne’s Mathematical Repository и Gentleman’s Mathematical Companion.
В период с 1801 по 1810 писал статьи на темы «Алгебра», «Конические сечения» и «Тригонометрия» для четвертого издания Энциклопедии Британника, некоторые из них были взяты и в последующие издания.
Также является автором статей для Эдинбургской Энциклопедии под редакторством Дейвида Брюстера.
Основным полем деятельности была геометрия.
- В 1799 году опубликовал работу о прямой Симсона, названной так ошибочно в честь Роберта Симсона[2].
- В 1803 году опубликовал теорему о бабочке.
- В 1807 году доказал теорему о равновеликих треугольниках, которая позже стала известна как Теорема Бойяи — Гервина[3]. Развивал в Британии математический анализ европейского образца.[2]

Также в 1821 году изобрёл идограф (iedograph) — усовершенствованный пантограф для масштабирования рисунков.

## Работы
- Геометрический трактат о конических сечениях и формулах их квадратуры (A Geometrical Treatise on the Conic Sections with an Appendix Containing Formulae for their Quadrature), 1838
- Геометрические теоремы и аналитические формулы с их применением к решению геодезических задач (Geometrical Theorems and Analytical Formulae with their application to the Solution of Certain Geodetical Problems and an Appendix), 1839

## Другие работы
Уоллес также занимался астрономией.